# میاست ستلایت سیستمز
میاست ستلایت سیستمز (انگلیسی: MEASAT Satellite Systems) شرکت مخابرات ماهواره‌ای مالزیایی است، که در سال ۱۹۹۲ تأسیس شد.